# Deutsche Kriegsgefangene in den Vereinigten Staaten

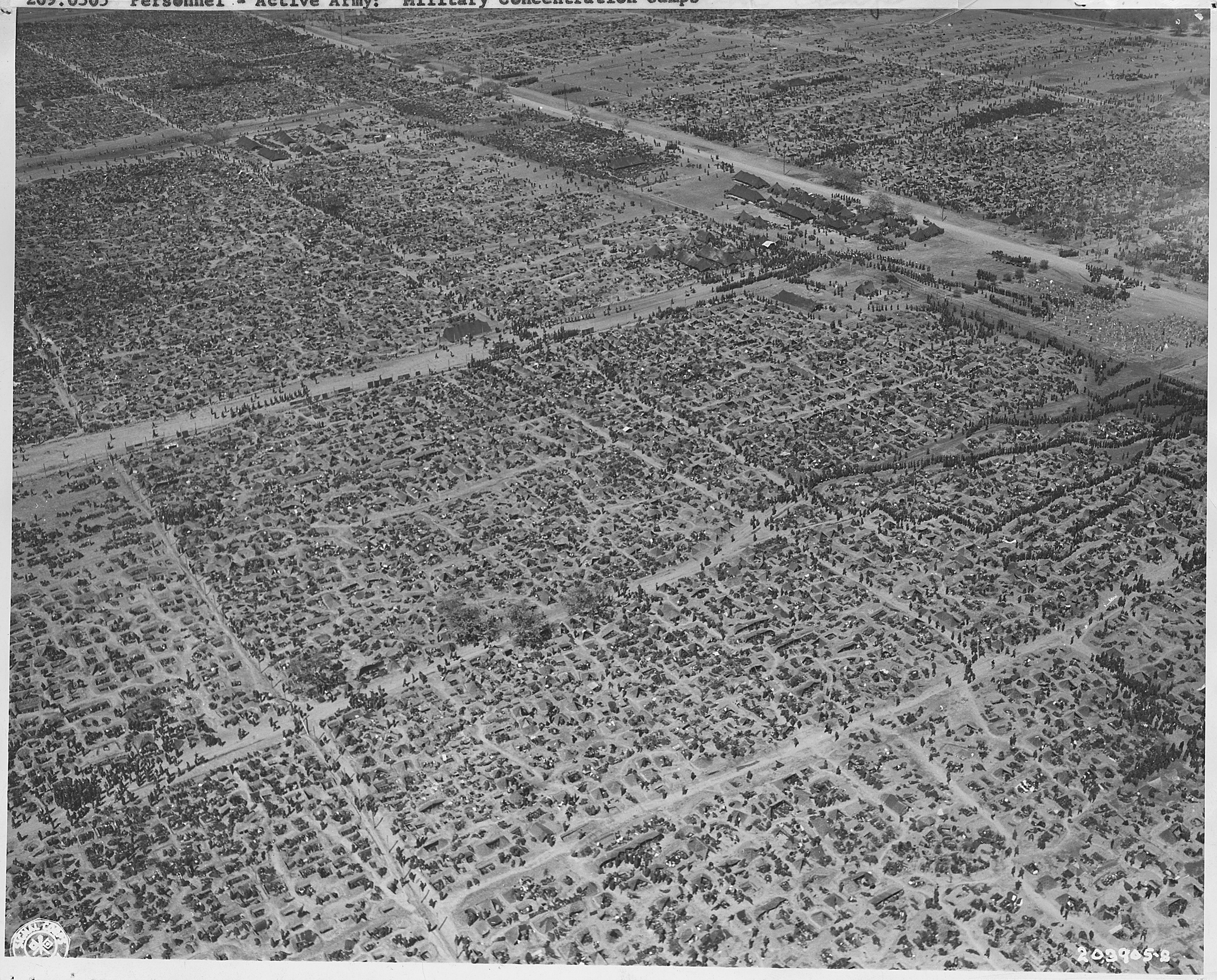
Rheinwiesenlager der Amerikaner, 25. Mai 1945

Deutsche Kriegsgefangene in den Vereinigten Staaten waren die Kriegsgefangenen des deutschen Heeres und der Wehrmacht in den Vereinigten Staaten während des Ersten und des Zweiten Weltkriegs. 

## Erster Weltkrieg
Die Kampfhandlungen endeten sechs Monate nach der ersten Beteiligung der Vereinigten Staaten, in dieser Zeit erreichten nur wenige Kriegsgefangene die USA.

## Zweiter Weltkrieg

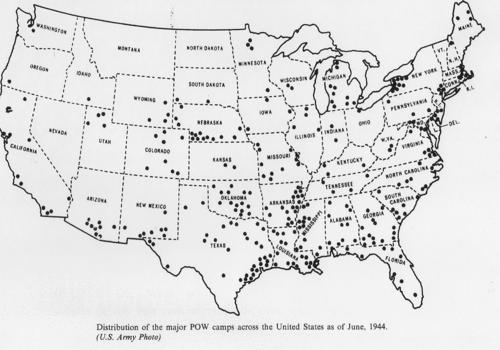
Verteilung großer Kriegsgefangenenlager in den Vereinigten Staaten, Juni 1944

Kurz nach dem Kriegseintritt der USA im Jahr 1941 bat die Regierung des Vereinigten Königreichs um Hilfe bei der Unterbringung von Kriegsgefangenen, da Platz für deren Unterbringung zu knapp wurde. Die Zusammenarbeit zwischen den beiden Regierungen war während des gesamten Krieges schwierig, doch schließlich stimmte man der Überführung von Gefangenen zu, obwohl das amerikanische Kriegsministerium noch nicht darauf vorbereitet war. Anfangs war noch völlig unvorhersehbar, wie viele Gefangene untergebracht werden müssten. Allein bis September des Jahres 1943 stieg die Anzahl der angekommenen Gefangenen auf 163.706 an, vor allem durch den Fortschritt der Alliierten in Nordafrika.
Die Gefangennahme und Behandlung von Kriegsgefangenen im Zweiten Weltkrieg unterlag den Regeln der Genfer Konvention von 1929, woran sich die Alliierten generell hielten, nicht zuletzt, um den Achsenmächten keine Vorwände für die Misshandlung alliierten Soldaten in Kriegsgefangenschaft im Gegenzug zu geben.
Die Lager unterstanden der Kontrolle des „Office of the Provost Marshal General“ (OPMG).

### Von der Front zum Lager
Nach der Gefangennahme und Transport hinter die Frontlinien wurden Gefangene in Sammellagern transportiert. Dort wurden sie erst einer standardmäßigen medizinischen Untersuchung unterzogen, ähnlich der, welche bei der amerikanischen Musterung zu dieser Zeit stattfand. Daraufhin erhielten sie eine Identifikationsnummer, die sie während ihrer gesamten Gefangenschaft behalten würden, wurden erkennungsdienstlich erfasst, wenn nötig befragt und weiter im Lager gehalten, bis ein Schiff sie nach Amerika bringen konnte. Dazu dienten oft heimkehrende Liberty-Frachter, die ansonsten ihre Rückfahrt leer angetreten wären. Nach der Ankunft wurden die Gefangenen dann auf die etwa 700 kleinen und großen Lager des Landes verteilt, die meisten davon angelegt im Süden und, nach den Vorgaben des Kriegsministeriums, möglichst weit entfernt von kriegswichtigen Anlagen und nah an Gebieten, in denen Gefangene die erwarteten Arbeitermängel ausgleichen könnten.

### Entnazifizierung
Von Anfang an hatte es das US-Militär versäumt, die Gefangenen nach ideologischer Überzeugung zu trennen, wodurch es später nur schwerer wurde, hartgesottene Nationalsozialisten von eher gemäßigter, bis antinazistisch Gesinnter zu unterscheiden. Dies behinderte alle späteren Bestrebungen, Gefangene zu entnazifizieren, erheblich.

## Zivilisten
Nach dem Kriegseintritt Amerikas am 6. April 1917 verfügte Präsident Woodrow Wilson auf der Basis des Alien Enemy Act eine Reihe von Einschränkungen gegenüber den in den USA lebenden deutschen Staatsbürgern.
Von den rund 6 Millionen Deutschen und Deutschstämmigen, die in den Vereinigten Staaten lebten, wurden zwischen 1940 und 1948 nur etwas über 11.500 Personen zumindest zeitweise in Lager eingewiesen.